# Catinia
Catinia is een geslacht van eenoogkreeftjes uit de familie van de Catiniidae. De wetenschappelijke naam van het geslacht is voor het eerst geldig gepubliceerd in 1957 door Bocquet & Stock.

## Soorten
- Catinia aiso Kihara, Rocha & Santos, 2005
- Catinia plana Bocquet & Stock, 1957
- Catinia rosea Bjornberg & Kawauchi, 2006